# Galbarros
Galbarros település Spanyolországban, Burgos tartományban. Galbarros Rublacedo de Abajo, Carcedo de Bureba, Rojas, Salinillas de Bureba, Briviesca, Reinoso, Quintanavides, Santa Olalla de Bureba és Monasterio de Rodilla községekkel határos. Lakosainak száma 27 fő (2024).

## Népesség
A település népessége az utóbbi években az alábbiak szerint változott:
| Lakosok száma | 34   | 31   | 32   | 28   | 30   | 28   | 31   | 29   | 30   | 27   |
|               | 2001 | 2004 | 2006 | 2009 | 2011 | 2014 | 2016 | 2019 | 2021 | 2024 |